# اما، بهتان
اما، بهتان (به لاتین: Ama, Bhutan) یک منطقهٔ مسکونی در بوتان است که در Wangdue Phodrang District واقع شده است.